# 程天放
程天放（1899年—1967年11月29日），原名學愉，字佳士，號少芝，江西省新建縣人，生於浙江杭州，程矞采曾孙，中華民國官员、外交官。

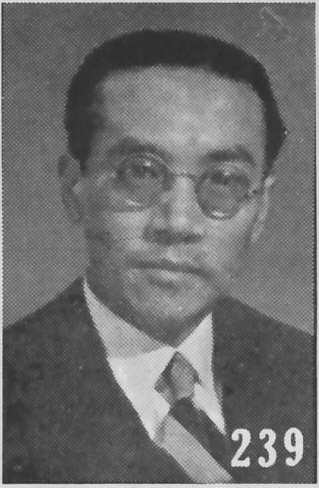

## 生平

### 从五四運動到AB团

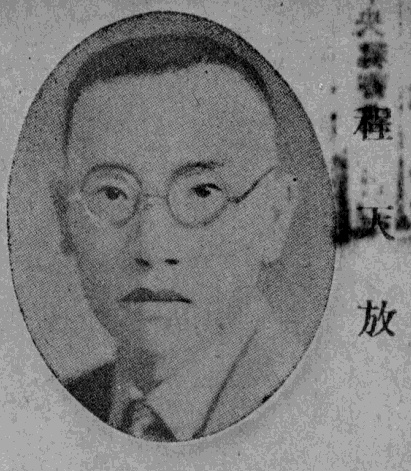
程天放

1899年，因為父親在杭州做官，所以生在杭州。六歲時，始讀私塾，直到十歲才離開浙江，在家鄉入讀家塾。這時的程天放就已經從小說中讀到了排滿革命思想，1911年，武昌起義後三個星期，南昌也相應了，他也剪掉了辮子。1912年元宵節後，程天放去南昌沒有考高小，而是投考了江西省立第二中學，在南昌也了解了新出現的政黨和報館，初步對當時社會上主張的民主自由有了看法。暑假回鄉時染上了瘧疾，在家休學了半年。1913年春，復學後又在洪都中學讀了一學期，但因學風太差，動了轉學的心思。9月，轉入私立心远中学，心遠中學重英文和西學教育，同時重工科。1915年1月，日本提出“二十一條”，程天放憤慨異常，受南昌各中學推舉擬電文聯名抗議。1916年夏，從心遠畢業，7月底至上海投考復旦公學，大學時參與復旦學報的編輯，還在復旦同學發起的夜校教課。1917年7月，張勳復辟，程和劉蘆隱、孫鏡亞幾個同學在上海發起中華全國學生救亡會。1918年5月，杜威來華講學，程也去聽講。1919年，五四運動的消息傳至上海，與潘公展、何世楨、何葆仁等為上海學生運動主幹，組織上海学生聯合会，程天放代表復旦參加評議部並任副評議長。6月3日，上海各院校學生在公共體育場集會罷課，引起工人罷工、商人罷市的局面。後被選為全國學生聯合會上海代表和上海學生聯合會日刊的總編輯。7月底，回鄉結婚，9月中旬返校，上海學生聯合會改選，當選會長。1920年6月，江西省舉行公費留學生考試，來不及參加復旦大学畢業考試，便赴南昌應考，後又到北京參加複試。11月7日，赴美留学，28日，到達舊金山後便到加州大學伯克萊分校參觀，後因公費不足以供應入讀哈佛等名校，就選擇了芝加哥大学哲學系。1921年4月，轉學至威斯康星州的里朋學院，秋，和何葆仁一同轉學至伊利诺伊大学政治学系。1922年春，由邵元冲和劉蘆隱介紹加入中国国民党。6月，學士畢業後進入本校政治研究所。1923年6月，獲碩士學位，江西省公費中斷，於是經邵元冲接受到《醒華日報》任總編輯兼加東總支部部長。9月，入讀加拿大多伦多大学攻讀博士。1924年11月，由賴景湖接任總編職務，專心準備論文。1925年3月12日，孫中山逝世，加拿大黨部改選，為了彌合加東和加西黨員關係，到溫哥華處理黨務。1926年6月，获政治学博士。
7月啟程返國，8月抵達上海隨即返鄉，9月開始在復旦大学及大夏大学任教。11月初，南昌和九江被北伐軍攻克，應邀返回江西。1927年1月，任中國國民黨江西省黨部執行委員兼宣傳部長。2月，江西省政府正式成立，李協和任省主席，程天放任教育廳長。4月1日，武漢國民政府下令改組江西省政府，任命朱培德為省主席，郭沫若也到了南昌。4月2日，中共在南昌組織暴動，派工人糾察隊在國民黨省黨部將程天放抓住，收押在省總工會，隨後又抓了羅時實、曾華英、許鴻。事變的消息傳到上海後，蔣介石致電朱培德要求他保護南昌黨員的安全。5月初，程天放等人被中共組織的民眾審判委員會宣判死刑，但在朱培德的保護下未能執行。馬日事變後，朱培德將南昌的中共黨員送到武漢,程天放也被放出了看守所。
程天放是反共的「AB团」領導人，整肅江西省内的中国共产党勢力。

### 教育行政部門的活動

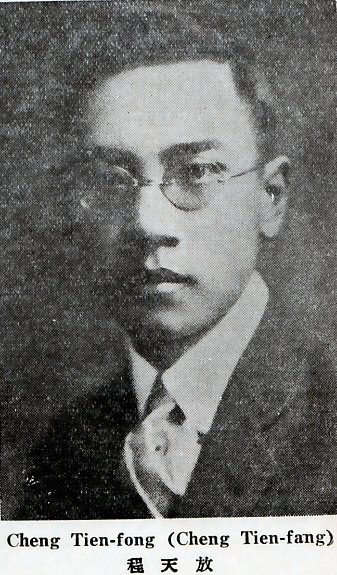
《中国名人录（第四版）》中的程天放照片

1927年11月2日，程天放任国立中央大学教授兼国民政府参事。1928年，任中央軍校軍官团政治總教官。北平底定，軍官團隨扈蔣介石赴北平，被派任軍官團政治部主任。1929年春，出任安徽省政府委員兼教育廳長，兼任省立安徽大学校長。1930年2月15日，兼代民政廳長、省政府主席；國民黨第三屆全國代表大會在南京舉行，以江西代表當選候補中央監察委員，自第四屆當選監察委員，第五、六兩屆且為中央監察委員會常務委員。
1931年6月，程天放任國民黨中央黨部宣傳部副部長兼總司令部黨政委員會委員，旋派往江西行營黨政委員會主持黨務工作。12月15日，任江蘇省政府委員兼教育厅長。1932年3月26日，任国立浙江大学校長。1932年秋，兼任陸海軍总司令部党政委員会委員。12月，当选中国国民党第四届候补中央執行委員。同年程與多位學者發起中國政治學會。1933年2月，調任湖北教育廳長。3月10日，辭任浙大校長。1934年9月，调任国立中央政治学校教務主任，增設了研究部與新聞學系。11月，任江苏省政府教育厅厅長。1935年6月28日，經陳果夫和朱家驊推薦，國民政府特任程天放為駐德全權大使。11月22日，第五届全國代表大會，當選中央監察委員。12月24日，從上海啟程赴德，1936年1月19日，抵達柏林。
1938年8月，辭任駐德大使，10月，返回重慶。12月13日，任国立四川大学校長，於3月6日就任。川大師生因不滿程之教育理念和省籍區隔開展“拒程運動”。1939年9月，任三民主義青年团中央監察会監察。1943年，因張道藩調任中央宣傳部長，蔣介石提名程天放繼任国立中央政治学校教育長，兼任国防最高委員会常務委員。1945年5月，当选中国国民党第六届中央監察委員。9月，作為联合国教育、科学及文化组织憲章制定会議中国代表之一，和胡適、羅家倫、李書華、趙元任等一同出席。1946年3月，回到重慶主持政校遷回南京的工作。8月，辭任國立政治大學教育長。行憲後，膺選江西省第一區立法委員，旋兼中央黨部宣傳部長，並赴歐出席聯合國教育科學文化組織會議。

### 台湾的活動

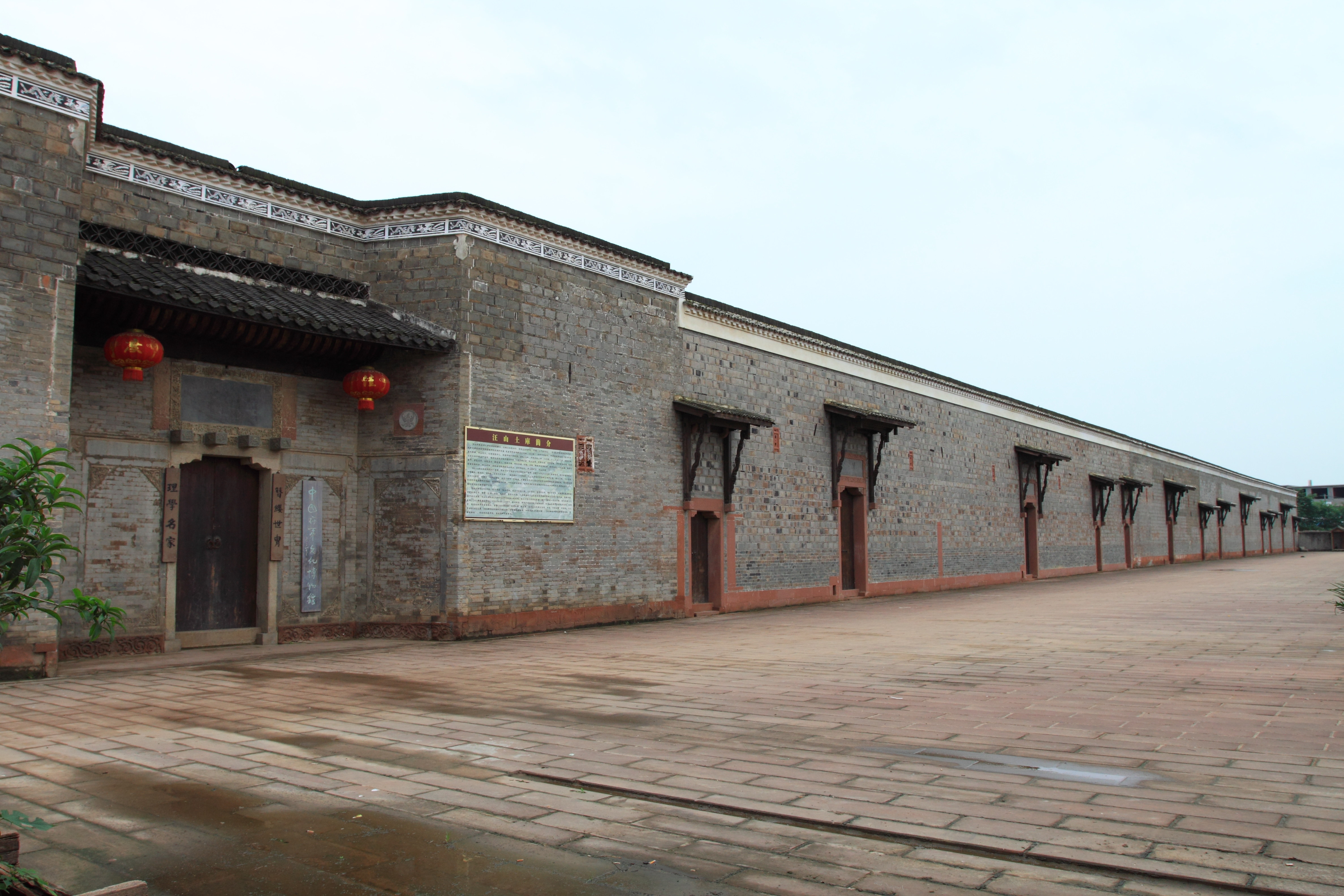
程天放故居——新建縣汪山土庫

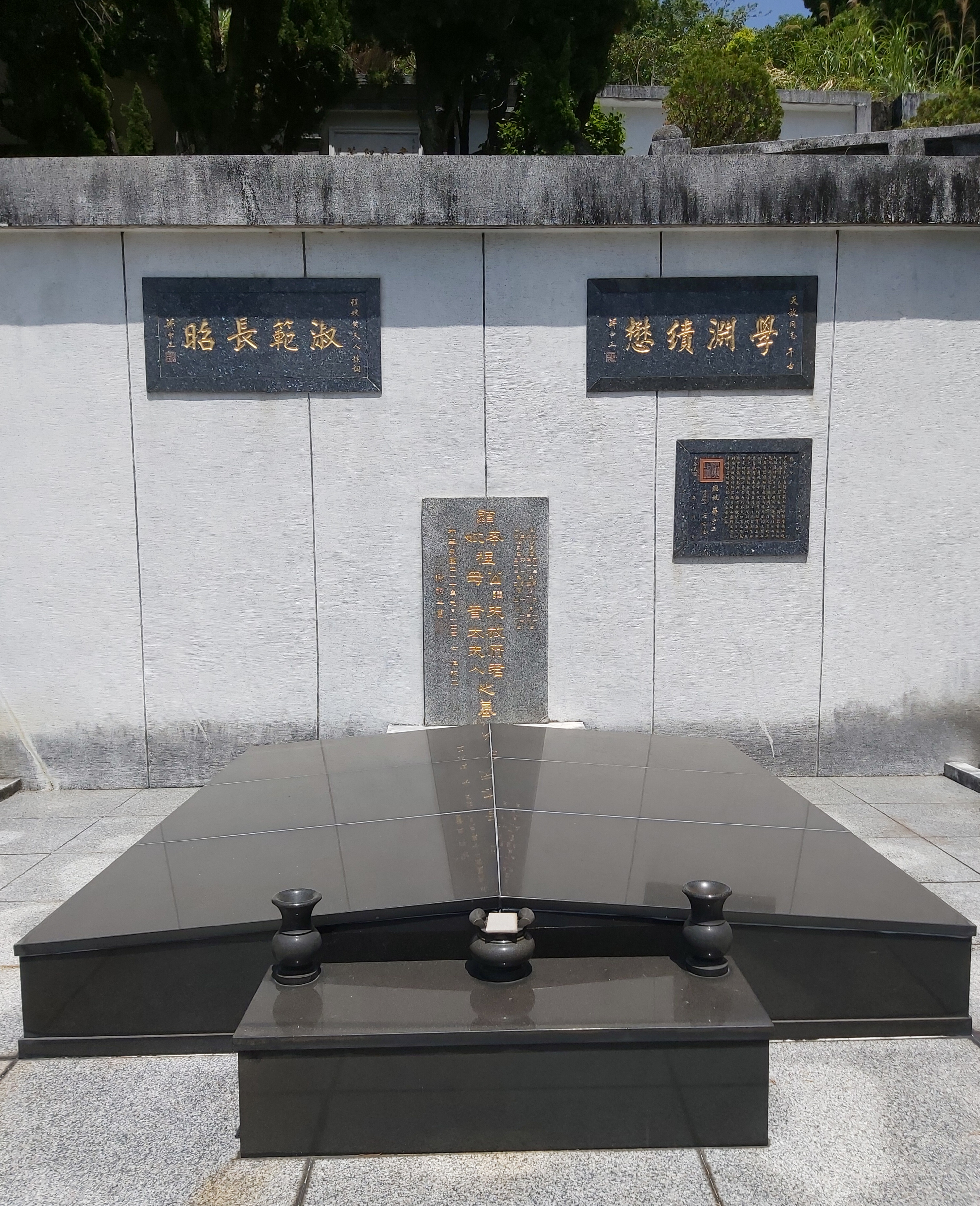
程天放墓

第二次国共内战末期，程天放随国民政府撤往台湾。1950年3月，升任教育部部長，當時教育經費受限，不易有重大發展。適值尼克森訪華，獲得贊助僑生教育，乃擴增大專學校招生員額，廣收各地僑生。1954年政院改組，先生應聘為華盛頓大學遠東問題研究所，講授國父思想，兼事著述。在美二年半，以英文撰「中蘇關係史」；返國後以中文著「美國論」，皆獲好評。後出任考試院副院長，前後七度為高等暨普通考試典試委員長，為國掄才。平日，在國防研究院、國立政治大學外交研究所，講授美國史與國際形勢。並常應邀任軍中講座，為教育文化宣勞。1958年，被任命为考試院副院長。此外，还兼任总統府国策顧問，并当选中国国民党第八、第九届中央評議委員。
1967年2月初，身體不適，疑為感冒，延醫服藥，不見起色，入三軍總醫院檢查，斷為白血病，隨即赴美就醫，12月29日，病況突變，遽殞於紐約，享壽69歲。身後藏書悉數捐贈國立政治大學，感念先生之行誼，政大將社會科學資料中心命名為「天放樓」，以資紀念。

## 著作
- 《中蘇關係史》
- 《改革中國學校教育芻議》
- 《程天放早年回憶錄-傳記文學-1968》
- 《使德回憶錄-正中書局》
- 《歐亞歸途-正中書局》